# Çri Vijaya
Sri Vijayavarman en vietnanmien Thất-ly Bì-xà-da-bạt-ma est un roi de la VIIe Dynastie du royaume de Champā qui règne vers 998 à 1007.

## Contexte
Çri ou Sri Vijaya ou aussi Çri Vijayavarman et  Yan Pu Ku est le fils et successeur de Harivarman II. Il abandonne définitivement en 1000 la cité d'Indrapura qui a été saccagée lors des conflits précédents et établit la capitale du royaume à Vijaya au nord de l'actuelle province de Bình Định. En 1004 et 1005 il envoie des ambassades à la cour de l'empire de Chine où se trouvent également des « arabes » et des représentants  du Dai Viet. En 1007 il adresse une longue correspondance à l'empereur dans laquelle il l'assure de sa soumission. Il a comme successeur avant 1010 le roi Çri Harivarman III.

## Source
- Georges Maspero Le Royaume De Champa. T'oung Pao, Second Series, Vol. 12, No. 2 (1911) Chapitre VI (Suite) Dynastie VIII 989-1044 p. 72-87 JSTOR, www.jstor.org/stable/4526131. Consulté le 27 décembre 2020.